# Campoletis curvicauda
Campoletis curvicauda är en stekelart som först beskrevs av Lopez Cristobal 1947.  Campoletis curvicauda ingår i släktet Campoletis och familjen brokparasitsteklar. Inga underarter finns listade.